# Слендермен (фильм)
«Слендермен» (англ. Slender Man) — фильм ужасов режиссёра Силвейна Вайта, основанный на мифе о Слендермене Эрика Кнудсена. Вышел на американские экраны 10 августа 2018 года; в России выход фильма состоялся 16 августа.

## Сюжет
В вымышленном маленьком городке Уинсфорд, штат Массачусетс, Хэлли Кнудсен, Кэти Дженсен и их подруги Хлоя и Рэн пытаются выяснить у группы парней их планы на вечер, но парни заявляют, что это совершенно секретно. Чуть позже подруги, во время ночёвки в доме Кэти, обсуждают намерения парней вызвать Слендермена, высокого, худого и безликого монстра с щупальцами на спине. Девочки хотят больше узнать о монстре и просматривают видео о том, как можно вызвать Слендермена.
На следующей неделе, во время экскурсии на кладбище Клифтон, Кэти начинает преследовать таинственное существо, скрывающееся среди деревьев. А вскоре Кэти пропадает, и на её поиски вызывают полицию. Но поиски ни к чему не приводят, и тогда девочки, в надежде найти хоть какие-нибудь подсказки, отправлются к Кэти в дом, и, открыв её ноутбук, понимают, что Кэти была несчастна, живя с отцом-алкоголиком и, чтобы отвлечься, увлекалась оккультизмом и была одержима идеей вызвать Слендермена и просмотром видео и сообщений от некой Эллисон Райли о способах вызова Слендермена, который может забрать Кэти из её нынешнего жалкого окружения.
Эллисон объясняет, что Слендермен воздействует на разум людей подобно вирусу, постепенно сводя их с ума и похищая их, и для того, чтобы спасти Кэти, девочки должны «раскрыться», что они понимают как отказ от чего-то важного для каждой из них. Рэн приносит керамическую вазу, которую она слепила в 5 лет, Хлоя приносит её фото с отцом за несколько месяцев до его смерти, а Хэлли приносит одеяло своей младшей сестры Лиззи, сшитое их бабушкой после её рождения. 
Изучив мифологию Слендермена, Рэн велит Хэлли и Хлое надеть повязки на глаза, и предупреждает, чтобы они ни в коем случае не снимали их и не открывали глаза, чтобы посмотреть Слендермену в лицо, даже если будет очень страшно. Но Хлоя не выдерживает и начинает паниковать, столкнувшись лицом к лицу со Слендерменом. Чуть позже Слендермен проникает к Хлое в дом и сводит её с ума.
Рэн страдает от постоянных жутких видений и пытается найти больше информации о Слендермене в библиотеке, где он нападает на неё, в то время как Хэлли пытается отвлечься от этой ситуации, проводя ночь со своим парнем Томом, за что Рэн отчитывает её. Тем временем у Лиззи случается серьёзная паническая атака, её госпитализируют в больницу и вводят успокоительное. В это время Хэлли, просматривая свой компьютер, обнаруживает, что Рэн пыталась выйти на контакт со Слендерменом с помощью Лиззи.
Направляясь к дому Рэн, чтобы поговорить, Хэлли узнаёт, что в своей комнате Рэн собрала всю информацию о Слендермене и его жертвах, одной из которых была Эллисон Райли, пациентка психиатрической лечебницы, которая утверждала, что Слендермен похитил 9 её подруг. Рэн пытается совершить самоубийство, и, когда Хэлли пытается отговорить её, она признаётся, что Лиззи испытывала интерес к Слендермену и просила её пойти с ней в лес, где она предложила Слендермену своего плюшевого мишку. Затем она признаётся, что принесённых ими ранее жертв Слендермену было недостаточно, и он успокоится лишь тогда, когда получит их всех физически.
Внезапно Слендермен разбивает окно и утаскивает Рэн своими спинными щупальцами. Хэлли, понимая, что единственный способ спасти Лиззи от Слендермена - это пожертвовать собой, отправляется в лес, чтобы сразиться с ним. Встретившись с монстром, Хэлли просит его пощадить сестру и забрать её вместо Лиззи. Слендермен соглашается и пытается схватить Хэлли своими щупальцами, когда она пытается сбежать от него. Тогда он использует свои щупальца как конечности паука, чтобы быстро передвигаться по лесу и наконец ловит Хэлли, поглощает её и они превращаются в дерево. 
В это время Лиззи просыпается в больнице и кричит, зовя свою сестру. Постепенно она выздоравливает и вспоминает всё то, что произошло с девочками.

## В ролях
- Джоуи Кинг — Рэн
- Джулия Голдани Теллес — Хэлли
- Джаз Синклер — Хлоя
- Аннализа Бассо — Кэти
- Тейлор Ричардсон — Лиззи
- Хавьер Ботет — Слендермен
- Алекс Фитзалан — Том
- Кевин Чэпмен — мистер Дженсен

## Производство
В мае 2016 года было объявлено, что Sony Pictures начала работу над фильмом «Слендермен» по мотивам мифа Эрика Кнудсена со сценарием Дэвида Бёрка. Подразделение компании Screen Gems вело переговоры с Mythology Entertainment, Madhouse Entertainment и It Is No Dream Entertainment по созданию и распространению проекта.
4 января 2017 года Силвейн Уайт был назначен режиссёром фильма, в то время как продюсерами были наняты Брэд Фишер, Джеймс Вандербилт, Уильям Шерак, Робин Мейсингер и Сара Сноу.
В мае 2017 года Джоуи Кинг, Джулия Голдани Теллес, Джаз Синклер, Аннализа Бассо, Талита Бейтман и Алекс Фитзалан присоединились к актёрскому составу фильма. Позже на место выбывшей из проекта Бейтман пришла Тейлор Ричардсон. В июле 2017 года в фильм также был приглашён Кевин Чэпмен, чтобы сыграть страдающего алкоголизмом отца одной из героинь.
Съёмочный процесс фильма начался 19 июня 2017 года в Бостоне и проходил в течение 40 дней, до 28 июля.

## Релиз

### Выпуск
Изначально «Слендермен» должен был выйти в кинотеатрах 18 мая, затем 24 августа 2018 года, прежде чем окончательная дата релиза была назначена на 10 августа 2018 года. До выхода фильма Screen Gems пыталась продать его другим дистрибьюторам из-за разногласий между студией и продюсерами относительно маркетинговой стратегии.
Поскольку в основу сюжета фильма лёг инцидент, произошедший в 2014 году в городе Уокешо (штат Висконсин), сеть кинотеатров Marcus Theatres решила не показывать фильм в Уокешо и Милуоки из уважения к участникам событий и их родственникам.
После релиза фильма сайт Bloody Disgusting сообщил, что по требованию Screen Gems был переработан оригинальный сценарий для соответствия рейтингу PG-13, а также отредактированы несколько сцен из-за опасений отрицательных отзывов публики. Сама студия не оказывала поддержки в разработке проекта.

### Маркетинг
2 января 2018 года Screen Gems опубликовала тизерный плакат фильма, днём позже — первый трейлер. Трейлер получил неоднозначную реакцию; в некоторых онлайновых публикациях он описывался как «традиционный, низкобюджетный хоррор-маршрут». Билл Вейер, отец одной из участниц покушения, совершённого в 2014 году (упомянуто выше), высказался о нём после выхода трейлера отрицательно и назвал это «популяризацией трагедии», а также призвал кинотеатры не показывать кинокартину. 26 июля 2018 вышел второй трейлер.

## Приём

### Сборы
«Слендермен» собрал 30,6 млн $ в Северной Америке и 21,2 млн $ в остальном мире. Итоговые сборы фильма составили 51,7 млн $. По разным данным, бюджет фильма составил от 10 до 28 млн $.
В Соединённых Штатах и Канаде «Слендермен» был выпущен вместе с фильмами «Мег: Монстр глубины» и «Чёрный клановец», и, согласно прогнозам, должен был собрать от 8 до 12 млн долларов в 2 358 кинотеатрах за первый уик-энд. В первый день сборы фильм составили 4,8 млн долларов, в том числе 1 млн долларов с превью в четверг вечером. По итогам первых выходных фильм собрал 11,3 млн долларов, заняв четвёртое место в прокате. Во второй уик-энд сборы фильма упали более чем на 57 %, составив 4,8 млн долларов, а сам фильм расположился на восьмом месте.

### Критика
Фильм получил крайне негативные отзывы кинокритиков, как и его предшественник 2015 года. На Rotten Tomatoes его оценка составляет 6 % на основе 77 отзывов со средним рейтингом 3,1 из 10. Критический консенсус сайта гласит: «„Слендермен“ может быть тонким, но он позитивно прочен по сравнению с хрупким ассортиментом пугалок, созданных потенциальным ужастиком, который носит его имя». На Metacritic фильм получил 30 баллов из 100 на основе 15 отзывов. Аудитория, опрошенная сайтом CinemaScore, в среднем поставили фильму D- по шкале от A+ до F, в то время как PostTrak сообщил, что зрители дали ему «ужасную» оценку в 38 %.
Дэвид Эрлих из IndieWire дал фильму оценку D, назвав его «безвкусной и полусырой до непригодности застоявшейся интернетной криппипастой». Эрлих также отметил, что «„Слендермен“ стремится стать для эры YouTube таким же, как „Звонок“ был последним вздохом поколения VHS. Но… есть одно фундаментальное различие между двумя фильмами: „Звонок“ — хорош, а „Слендермен“ — ужасен».